# Construction en bambou

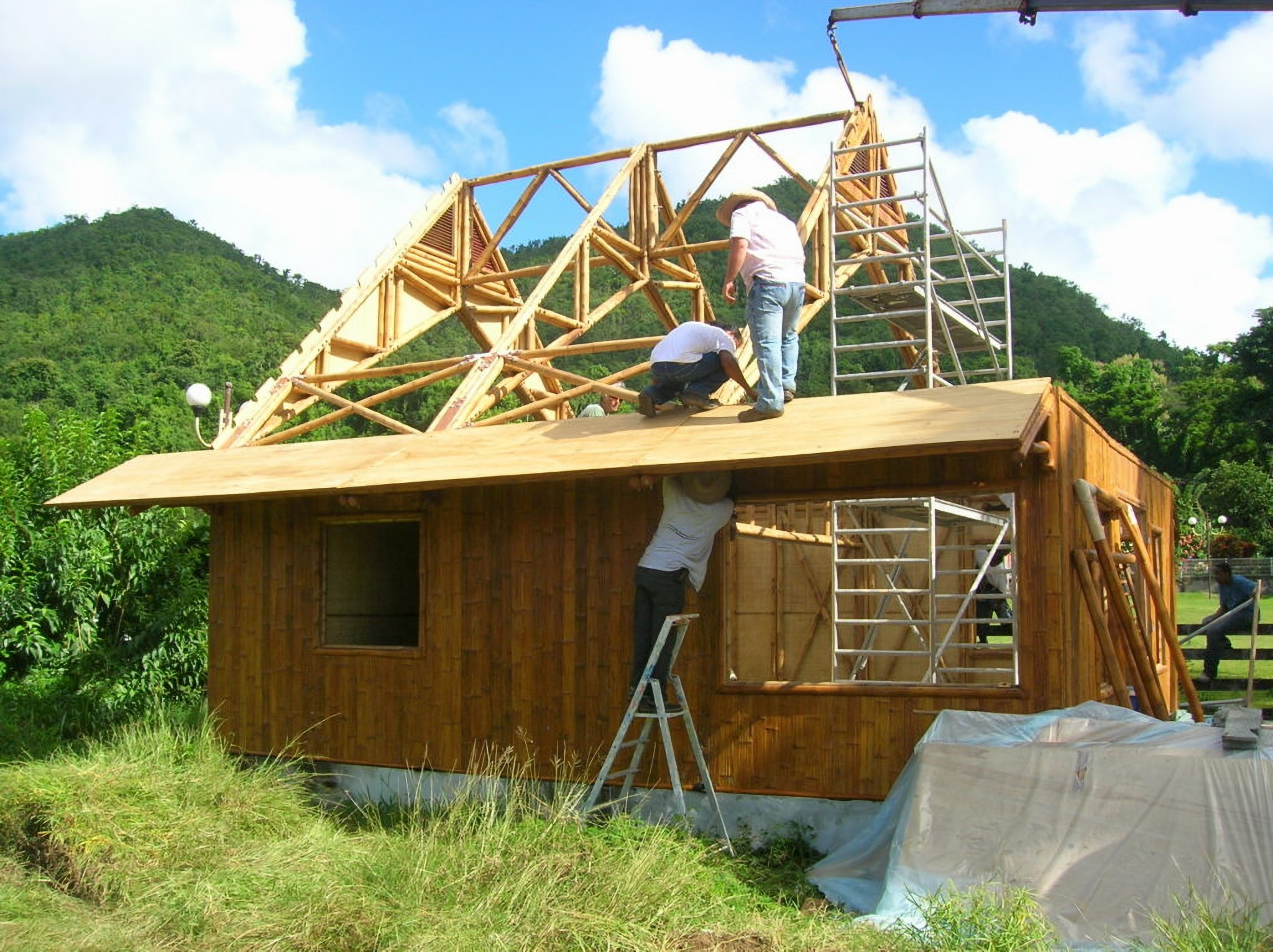
Maison construite entièrement en bambou.

La construction en bambou consiste à utiliser du bambou comme matériau de construction pour édifier différents types de constructions, qu'il s'agisse d'échafaudages, de ponts ou d'habitations.
Le bambou, comme le bois véritable, est un matériau composite dont le  ratio résistance / poids est élevé, ce qui est utile pour les structures.
Le bambou a une plus grande résistance à la compression que le bois, la brique ou le béton et une résistance à la traction qui rivalise avec celle de l'acier,
Les bambous figurent parmi les plantes ayant la vitesse de croissance la plus rapide au monde, en raison d'un système végétatif unique dépendant de rhizomes. Certaines espèces de bambous peuvent croître de 91 cm en 24 heures, soit une vitesse de 37,9 mm/h (c'est une croissance d'environ 1,26 millimètre toutes les 2 minutes).

## Espèces de bambou utilisées en construction
De nombreuses espèces de bambou peuvent être utilisées pour la construction en fonction des pièces structurales à réaliser.
Pour la charpente et les poutres destinées à supporter des charges importantes, les bambous géants sont préférés :
- Bambusa oldhamii (Giant timber bambu), originaire de Taiwan et du sud de la Chine et largement cultivé ailleurs dans le monde.
- Bambusa balcooa, originaire du sud-est asiatique.
- Phyllostachys edulis (synonyme : Phyllostachys pubescens) : le Bambou Moso, originaire de Chine et largement introduit dans d'autres pays surtout de l'hémisphère nord. C'est le plus grand bambou introduit en France.
- Guadua angustifolia, en Amérique en zone tropicale.
- diverses espèces du genre Dendrocalamus : en Inde et dans le sud-est asiatique
- diverses espèces du genre Gigantochloa : en zone tropicale dans le sud-est asiatique
- Cathariostachys madagascariensis, à Madagascar

## Comme matériau de construction
Dans sa forme naturelle, le bambou matériau de construction est traditionnellement associé aux cultures de l'Asie du Sud, de l'Asie de l'Est et du Pacifique Sud, et dans une certaine mesure à celles d'Amérique centrale et d'Amérique du Sud, et par extension à l'esthétique de la culture Tiki. En Chine et en Inde, le bambou a été utilisé pour construire des ponts de singe, en faisant des câbles en bambous fendus ou en tressant des chaumes entiers et suffisamment flexibles. Un pont de ce type dans la région de Qian-Xian est attesté dans des écrits remontant à 960 après J.-C. et a pu perdurer depuis le troisième siècle av. J.-C., principalement grâce à un entretien continu.
Le bambou a été longtemps utilisé pour monter des échafaudage; La pratique a été interdite en Chine pour des bâtiments de plus de six étages, mais elle est toujours utilisée pour les gratte-ciels à Hong Kong.
Aux Philippines, la hutte nipa est un exemple assez typique de la catégorie la plus élémentaire de maison de bambou. Les murs sont en nattes de bambous fendus et tissés qui peuvent être soutenus par des lattes et pieux aussi en bambou. Dans l'architecture japonaise, le bambou est utilisé principalement comme élément accessoire ou décoratif des bâtiments, tels que les clôtures, fontaines, grilles et gouttières, en grande partie grâce à l'abondance de chaumes de qualité

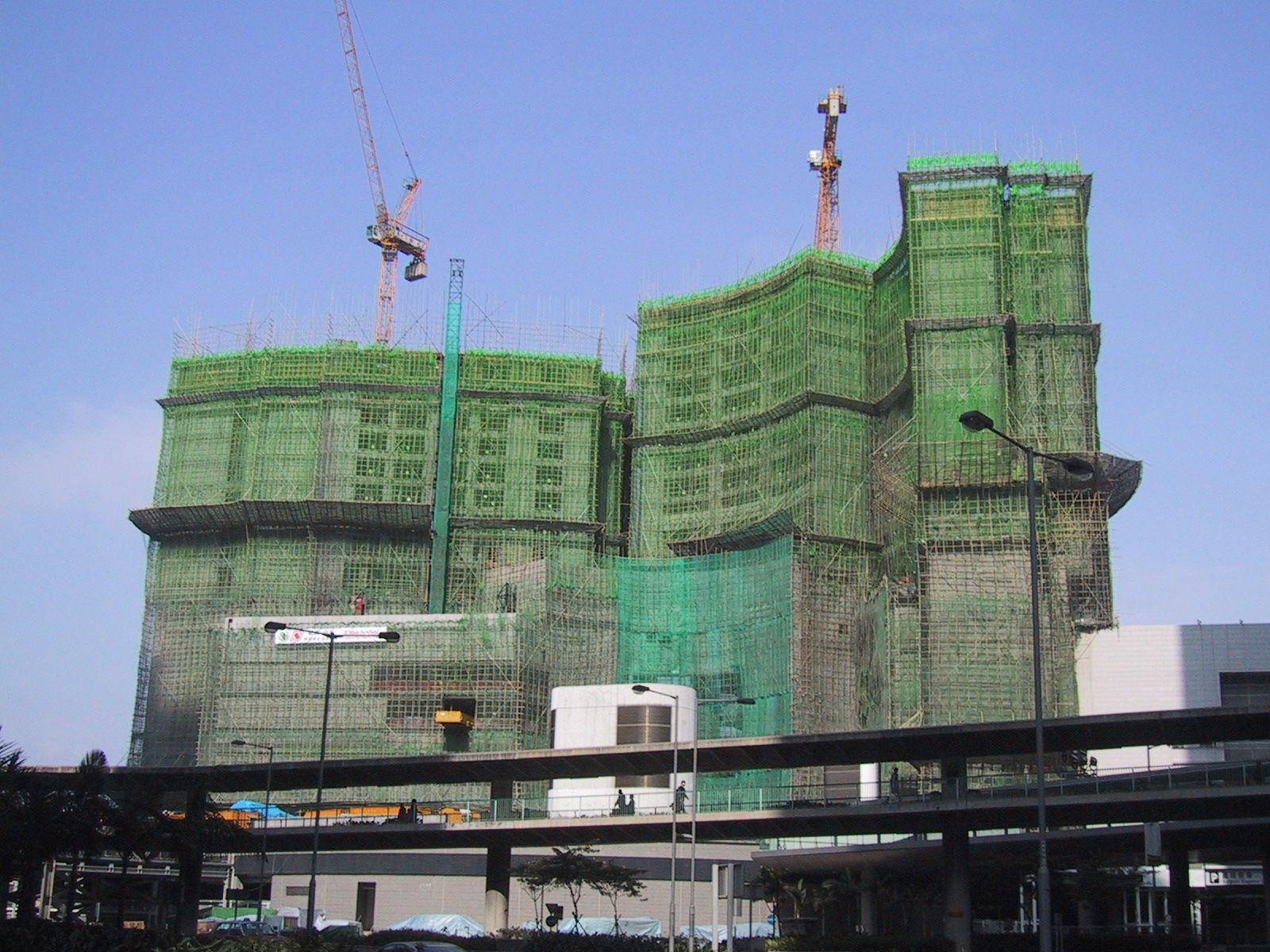
Les échafaudages de bambou peuvent atteindre de grandes hauteurs.

Différentes formes structurelles peuvent être réalisées en formant les bambous pendant leur période de croissance. Des bambous de section carrée sont créés en comprimant la tige en phase de croissance dans une forme carrée. Des arches peuvent également être créées en forçant la croissance du bambou dans la forme désirée, ce qui coûte beaucoup moins cher qu'obtenir la même forme avec du bois normal. On peut aussi recourir à des méthodes de formage plus traditionnelles, comme celles utilisant la chaleur ou la pression, pour courber ou aplatir les tiges coupées.
Le bambou peut être coupé et stratifié en feuilles et en planches. Ce procédé consiste à couper des tiges en fines lanières, à les raboter, les faire bouillir et les sécher ; ces bandes sont ensuite collées, pressées et finies.
Alors qu'ils sont utilisés depuis longtemps en Chine et au Japon, des entrepreneurs ont commencé à développer et à vendre des sols stratifiés en bambou en Occident au milieu des années 1990.
Les produits fabriqués à partir de stratifiés en bambou, dont les revêtements de sol, les meubles, l'ébénisterie et même la décoration, sont devenus très populaires, passant du marché de détail aux grands distributeurs tels que Home Depot. L'industrie des produits en bambou (qui comprend également les petits objets, les tissus, etc.) devrait atteindre un montant de 25 milliards de dollars d'ici 2012.
La qualité du stratifié de bambou varie selon les fabricants et dépend de la maturité des plantes dont il est issu (six ans étant considéré comme l'optimum). Les produits les plus robustes sont conformes à leur revendication d'être jusqu'à trois fois plus durs que ceux en bois de chêne, tandis que d'autres peuvent être plus tendres que le bois feuillu standard.
Le bambou destiné à être utilisé dans la construction doit être traité pour résister aux insectes et à la pourriture. La solution la plus commune à cet effet est un mélange de borax et d'acide borique. Un autre procédé consiste à faire bouillir le bambou coupé pour enlever l'amidon qui attire les insectes. Le procédé Boucherie est toujours employé à cet objet.

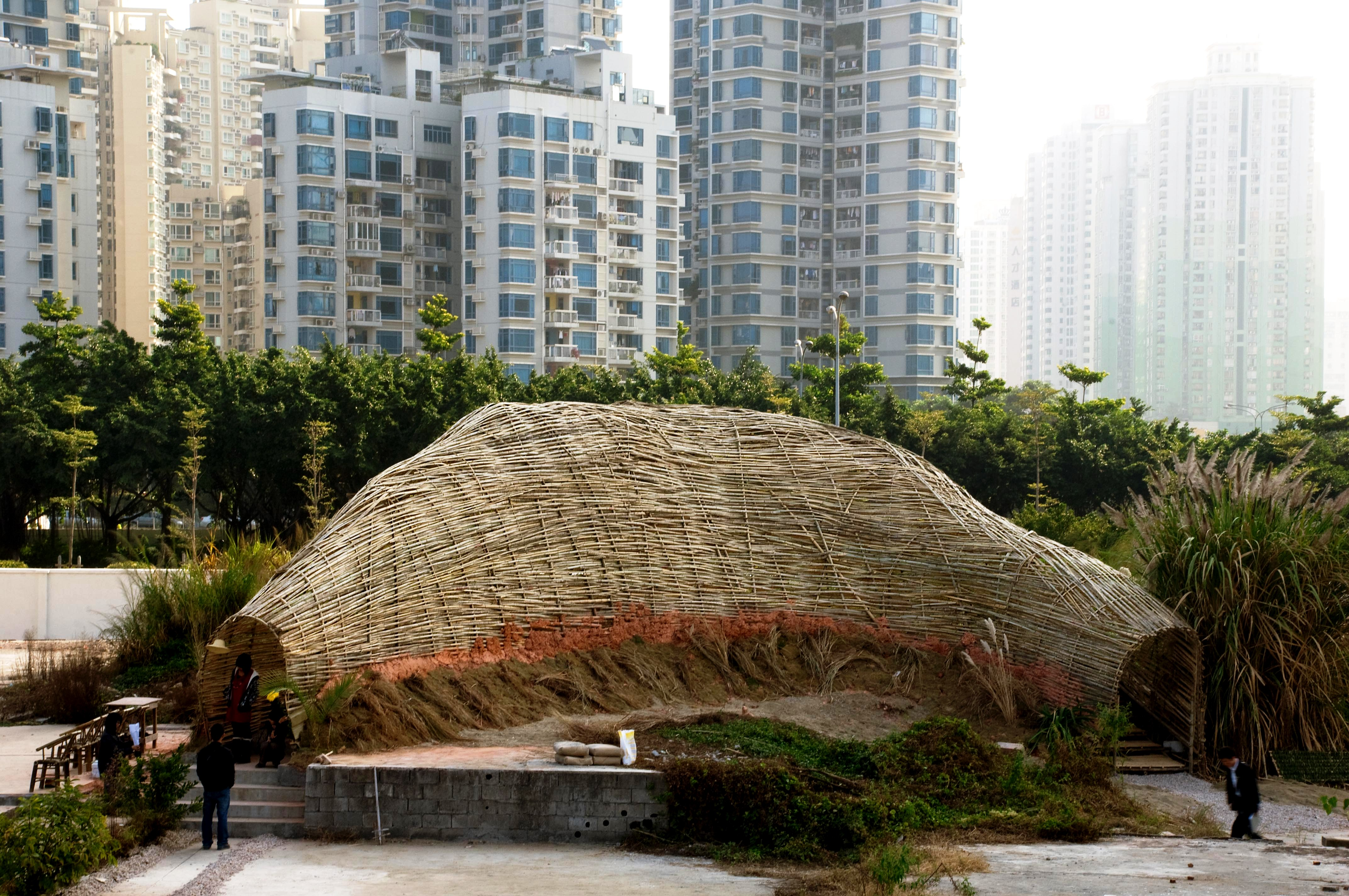
Pavillon de bambou à la Biennale de Shenzhen.

Le bambou a été utilisé comme armature du béton dans les régions où il est abondant, bien que son efficacité soit contestée dans diverses études réalisées sur le sujet. Le bambou a la force nécessaire pour remplir cette fonction, mais s'il n'est pas traité, il risque de se gonfler avec de l'eau absorbée par le béton, ce qui le ferait craquer. Plusieurs procédures doivent être suivies pour surmonter ce problème.
Plusieurs instituts, entreprises et universités poursuivent des recherches sur l'utilisation du bambou comme matériau de construction écologique. Aux États-Unis et en France, il est possible d'obtenir des maisons entièrement en bambou, qui sont résistantes aux tremblements de terre et aux cyclones tropicaux et sont certifiées au niveau international. Il existe trois normes ISO pour le bambou matériau de construction.
Dans certaines régions de l'Inde, le bambou est utilisé pour sécher les vêtements à l'intérieur, aussi bien comme une tringle haute, près du plafond, pour accrocher des vêtements, que comme une canne maniée avec une grande habileté pour la hisser, l'étaler, et pour enlever les vêtements secs. Il est également couramment utilisé pour créer des échelles qui, en dehors de leur fonction normale, sont également utilisées pour transporter les corps lors des funérailles. Dans le Maharashtra, les bosquets et  forêts de bambous sont appelés veluvana, le terme « velu » pour « bambou » est vraisemblablement du sanskrit, tandis que vana signifie « forêt ».
En outre, le bambou est également utilisé pour créer des hampes pour les drapeaux religieux  hindous couleur safran, que l'on peut voir défiler en Inde, en particulier dans le Bihar et l'Uttar Pradesh, ainsi qu'en Guyana et au Suriname en Amérique du Sud.
Le bambou a été utilisé pour les éléments structurels du pavillon de l'Inde lors de l'exposition universelle de 2010 à Shanghai. Ce pavillon est le plus grand dôme de bambou du monde, d'environ 34 mètres de diamètre, avec des poutres en bambou recouvertes d'une dalle de béton armé, d'imperméabilisation, de plaques de cuivre, de panneaux solaires photovoltaïques, et surmontées d'un petit moulin à vent et de plantes vivantes. On a utilisé une longueur totale de tiges de bambous égale à 30 km. Le dôme est supporté par des piles en acier de 18 m de long et une série de poutres en acier. Le bambou a été traité avec du borax et de l'acide borique comme retardateur de feu et insecticide et courbé pour prendre la forme requise. Les sections de bambou ont été assemblées avec des barres de renforcement et du mortier en béton pour obtenir les longueurs nécessaires.

## Culture

### Récolte
Le bambou utilisé à des fins de construction doit être récolté lorsque les chaumes atteignent leur plus grande force et lorsque le taux de sucre dans la sève est à son plus bas niveau, car une teneur élevée en sucre favorise l'infestation par les ravageurs.
La récolte des bambous est généralement effectuée selon les cycles suivants :
1. Cycle de vie du chaume :
Les  chaumes ayant un cycle de vie de 5 à 7 ans, il convient, dans l'idéal, de les laisser atteindre ce niveau de maturité pour obtenir la récolte optimum. L'éclaircissage des chaumes, en particulier les plus vieux en voie de décomposition, contribue à assurer l'éclairement et des ressources adéquates pour une nouvelle croissance. Les touffes bien entretenues peuvent avoir une productivité de trois à quatre fois supérieure à celle d'une touffe sauvage non récoltée. Conformément au cycle de vie décrit ci-dessus, le bambou est récolté de l'âge de deux à trois ans jusqu'à cinq à sept ans selon les espèces.

1. Cycle annuel :
Comme toute la croissance du nouveau bambou se produit pendant la saison humide, la perturbation de la touffe pendant cette phase pourrait nuire à la récolte à venir. En outre, pendant cette période de précipitations élevées, la sève est à son plus haut niveau, puis diminue vers la saison sèche. Prélever des chaumes immédiatement avant la saison humide, qui est la saison de croissance, peut également endommager les nouvelles pousses. Par conséquent, il est préférable de récolter quelques mois avant le début de la saison des pluies.

1. Cycle quotidien :
Au milieu de la journée, la photosynthèse est à son apogée, produisant les plus hauts niveaux de sucre dans la sève, ce qui en fait le moment le moins adapté à la récolte. Beaucoup d'exploitants traditionnels estiment que le meilleur moment pour la récolte est à l'aube ou au crépuscule dans une lune décroissante.

## Galerie

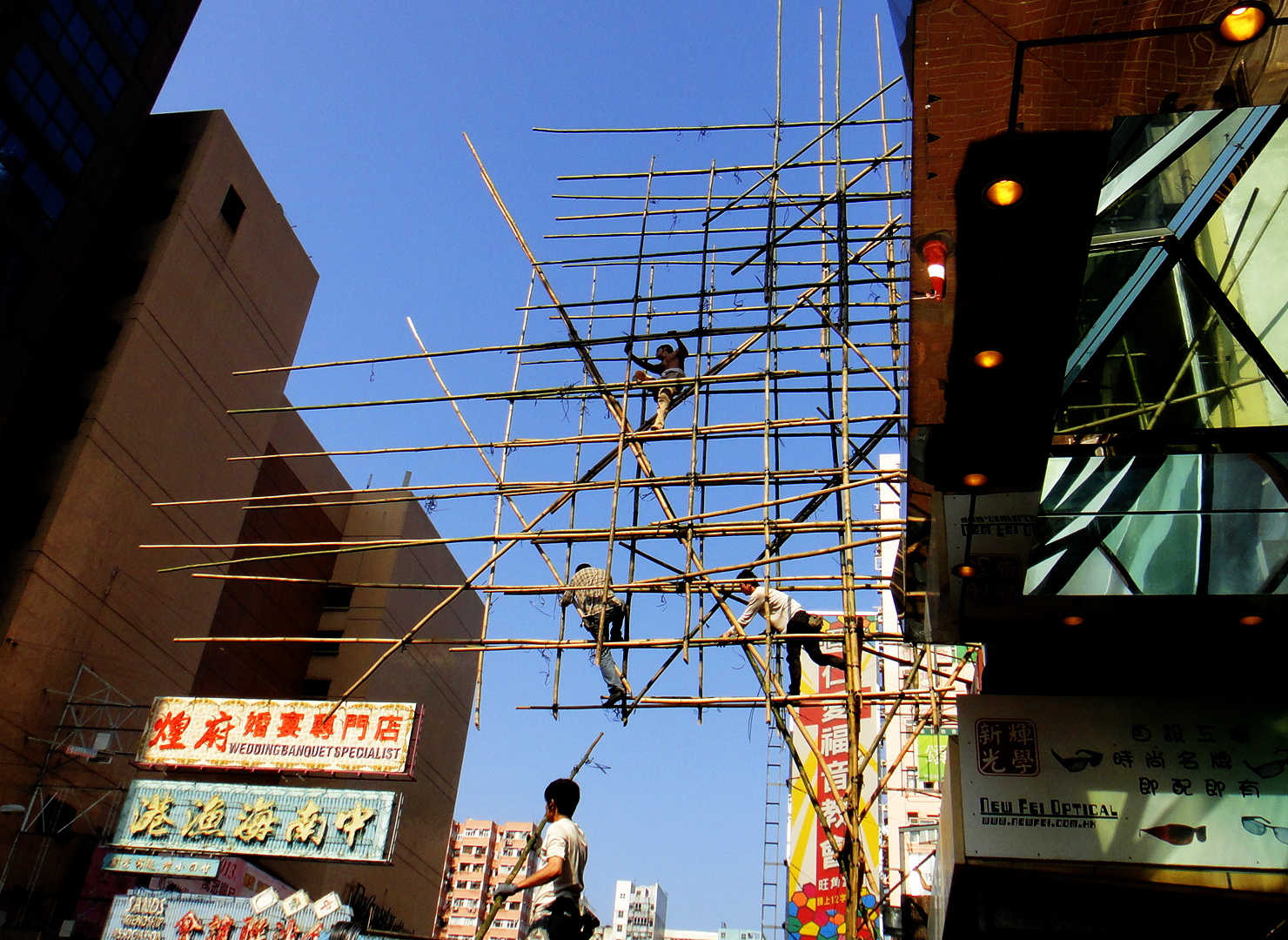
Le bambou est depuis longtemps un matériau d'assemblage à Hong Kong du fait de sa polyvalence.
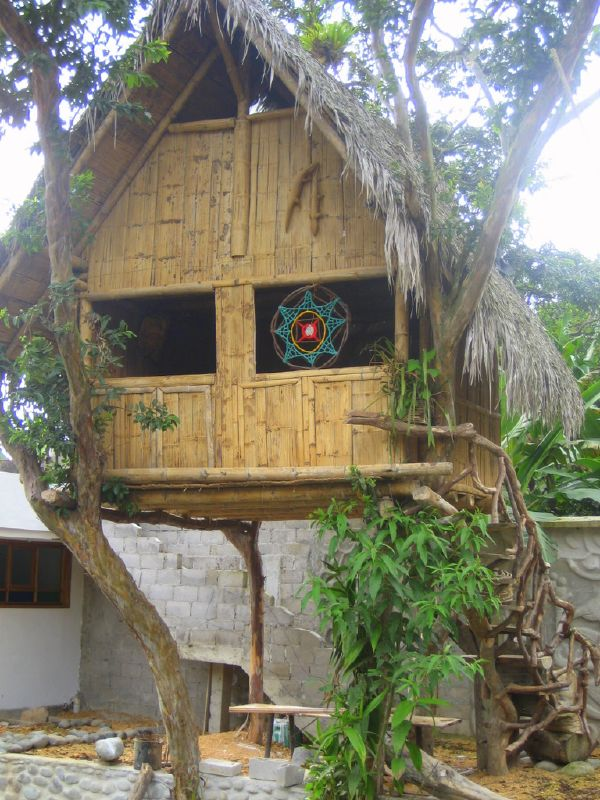
Maison de bambou à toit de palmes en Équateur.
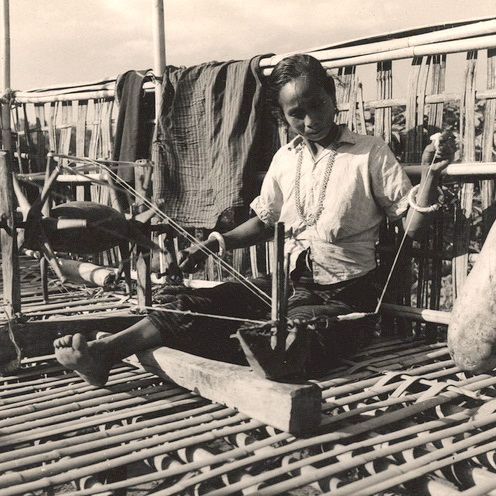
Femme Chakma en train de tisser sur le balcon d'un maison de bambous à Chittagong Hill Tracts.
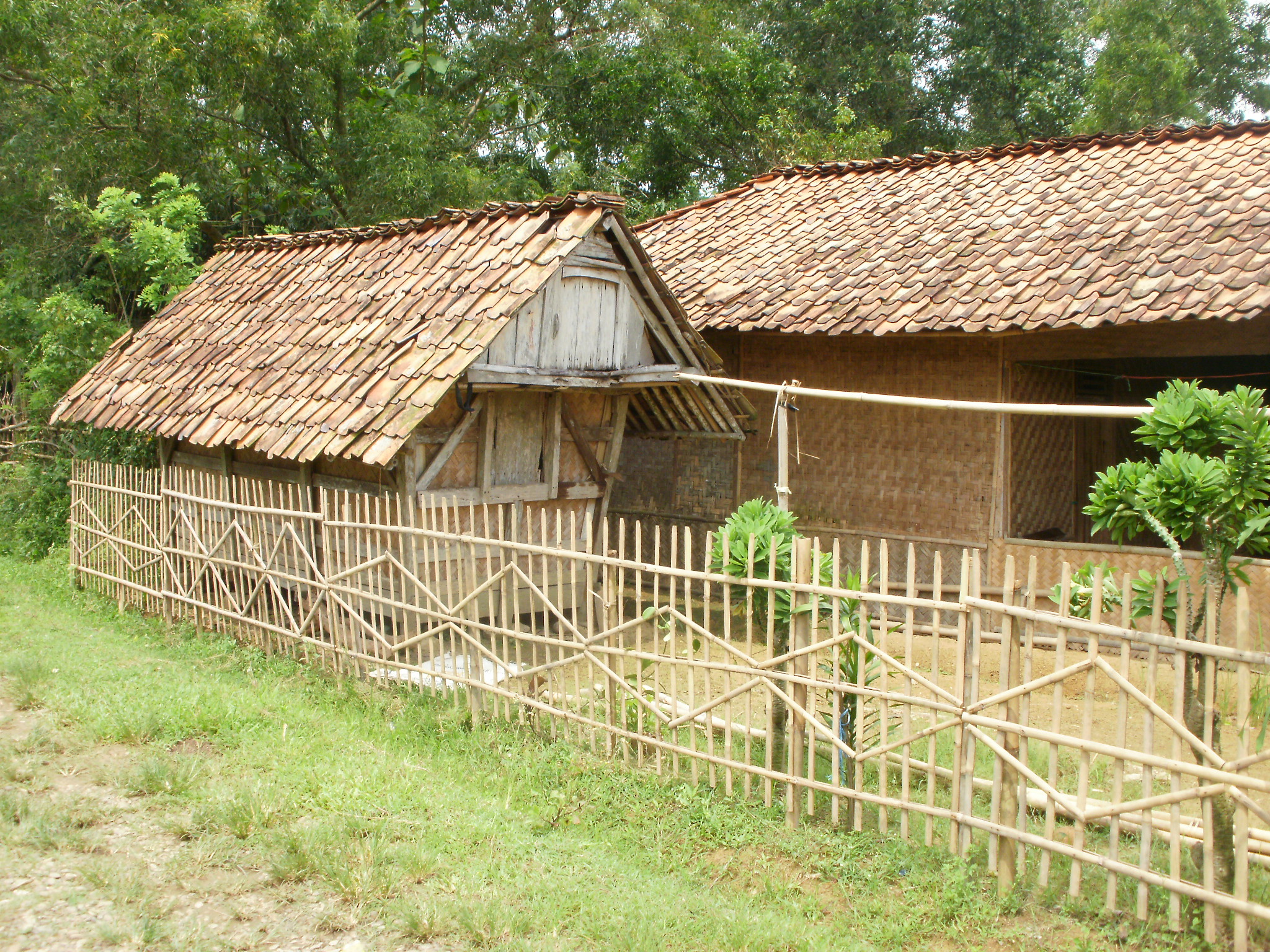
Maison de bambous en Indonésie.